# Hyundai Rotem
Hyundai Rotem es una empresa surcoreana constructora de material rodante, productos para la defensa y equipamiento para fábricas. Es una subsidiaria de la empresa Hyundai Motor Group. En el mes de diciembre del año 2007 cambió su nombre de Rotem por el actual para reflejar su pertenencia al grupo Hyundai.

## Historia
La compañía fue fundada en el año 1999 como "Constructora coreana de material rodante" (KOROS según sus siglas en inglés), siendo el resultado de la fusión de las tres principales empresas constructoras de material ferroviario surcoreano: Hanjin Heavy Industries, Doosan Heavy Industries & Construction, y la división ferroviaria de Hyundai. El 1 de enero de 2002, la compañía cambiaría su nombre por Railroading Technology System (Sistemas tecnológicos ferroviarios en inglés) o Rotem por sus siglas. Adoptó su nombre actual en diciembre de 2007 para reflejar su nuevo dueño. Hyundai Rotem emplea actualmente a 3.800 personas y exporta sus productos a 29 países de todo el mundo.

## Productos
Entre sus proyectos más notables incluyen el suministro de la mayor parte del material rodante de Corea del Sur, incluyendo el tren de alta velocidad Korea Train Express de Korail, unidades eléctricas múltiples y locomotoras eléctricas. Entre los productos exportados internacionalmente se encuentran el material rodante del Metro de Hong Kong, trenes de cercanías en Taiwán, material rodante para el Ferrocarril Regional SEPTA en los Estados Unidos, material rodante para el Metro de Nueva Delhi en la India, y material rodante para el Metro de Vancouver en Canadá, entre varios otros productos más.
La Empresa Nacional de Ferrocarriles de Filipinas se ha asociado con Hyundai Rotem para actualizar y construir ferrocarriles en la isla de Luzón para agilizar el transporte en la zona;los trenes han sido entregados y están actualmente en servicio.
En noviembre de 2017, la empresa firmó contratos con Ucrania y la India.

### Ferrocarriles
- Trenes Ligeros
  - Filipinas - Línea 1 del tren ligero de Manila
  - Turquía - Metro de Adana
  - Turquía- Línea 4 del tren ligero de Estambul
  - Indonesia - Tren ligero de Yakarta
- Tren de alta velocidad
  - Korail Korea Train Express
  - Korail KTX-Sancheon
- Tren de levitación magnética
- Unidad diésel múltiple
  - Irán
  - Irlanda IE 22000 Class
  - Filipinas
  - Tailandia
  - Siria - Ferrocarriles de Siria
  - Corea del Sur - Korail Saemaul-ho
- Unidad eléctrica múltiple
  - Corea del Sur - Seúl - Línea 5 - SMRT 5000 series
  - Corea del Sur - Seúl - Línea 6 - SMRT 6000 series
  - Corea del Sur - Seúl - Línea 7 - SMRT 7000 series
  - Corea del Sur - Seúl - Línea 8 - SMRT 8000 series
  - Corea del Sur - ITX-Saemaeul EMU-150 (Tren surcoreano para larga distancias, con una velocidad máxima de 150 km/h)[7]
  - Nueva Zelanda - Trenes para Wellington
  - Taiwán - Ferrocarriles de Taiwán EMU500 series (Originalmente producidos por la empresa surcoreana Daewoo, luego por Rotem tras la fusión), EMU600 series (idénticos desde el aspecto mecánico a los EMU500, pero esta versión solo fue construida por Rotem)
  - Estados Unidos - Ferrocarril Regional SEPTA
  - Brasil - Supervia (Río de Janeiro) Tren de cercanías
  - Estados Unidos - Línea A (Tren de Cercanías de Denver)
  - Malasia- KTM Class 91
  - Malasia - KTM Class 83
  - Australia - NSW TrainLink
- Coches de Metro
  - Corea del Sur - Metro de Seúl, Metro de Daejeon, DGSC, AREX y Metro de Incheon
  - Hong Kong - Metro de Hong Kong (junto a Mitsubishi Heavy Industries)
  - Canadá - Metro de Vancouver
  - Malasia - Línea 12 del Metro de Kuala Lumpur
  - Filipinas - Manila LRT Línea 2 y Manila MRT Línea 7
  - Singapur - Renovación de los coches SMRT C151
  - Grecia - Metro de Atenas
  - Turquía - Metro de Ankara
  - Turquía - Metro de Estambul
  - India - Metro de Nueva Delhi Líneas 1,2,3,5 y 6
  - Brasil - Metro de São Paulo Línea 4
  - Brasil -Metro de Salvador
  - Kazajistán- Metro de Almatý
  - India - Metro de Bangalore
  - India - Metro de Hyderabad
  - India - Metro de Nagpur
- Locomotora eléctrica
  - Corea del Sur - Korail 8000, 8100, 8200]] y 8500
- Locomotora diésel-eléctrica
  - Bangladés
  - Corea del Sur - Korail Clase 4400, 7000, 7100, 7200, 7300, 7400, 7500 (GT26CW Series)
- Tren push-pull
  - Taiwán - E1000 push-pull trainsets (junto a [Union Carriage & Wagon]])
  - India - Bi-level
  - Estados Unidos - BTC-4D y CTC-5
  - Estados Unidos - Metrolink (California) Guardian CTC-5 y BTC-5
  - Bogies
  - Equipamiento eléctrico

### Defensa
- K1 (carro de combate)
- K2 Black Panther
- Transportador de equipo pesado de 60 toneladas (HET)
- Sistema Logístico Integrado

### Maquinaria industrial
- Prensa mecánica, prensa hidráulica, sistema de estantería automática
- Horno de arco eléctrico - Acero
- Horno de cucharón
- Grúas
- Puentes de embarque de pasajeros para aeropuertos
- Construcciones de plantas

## Galería

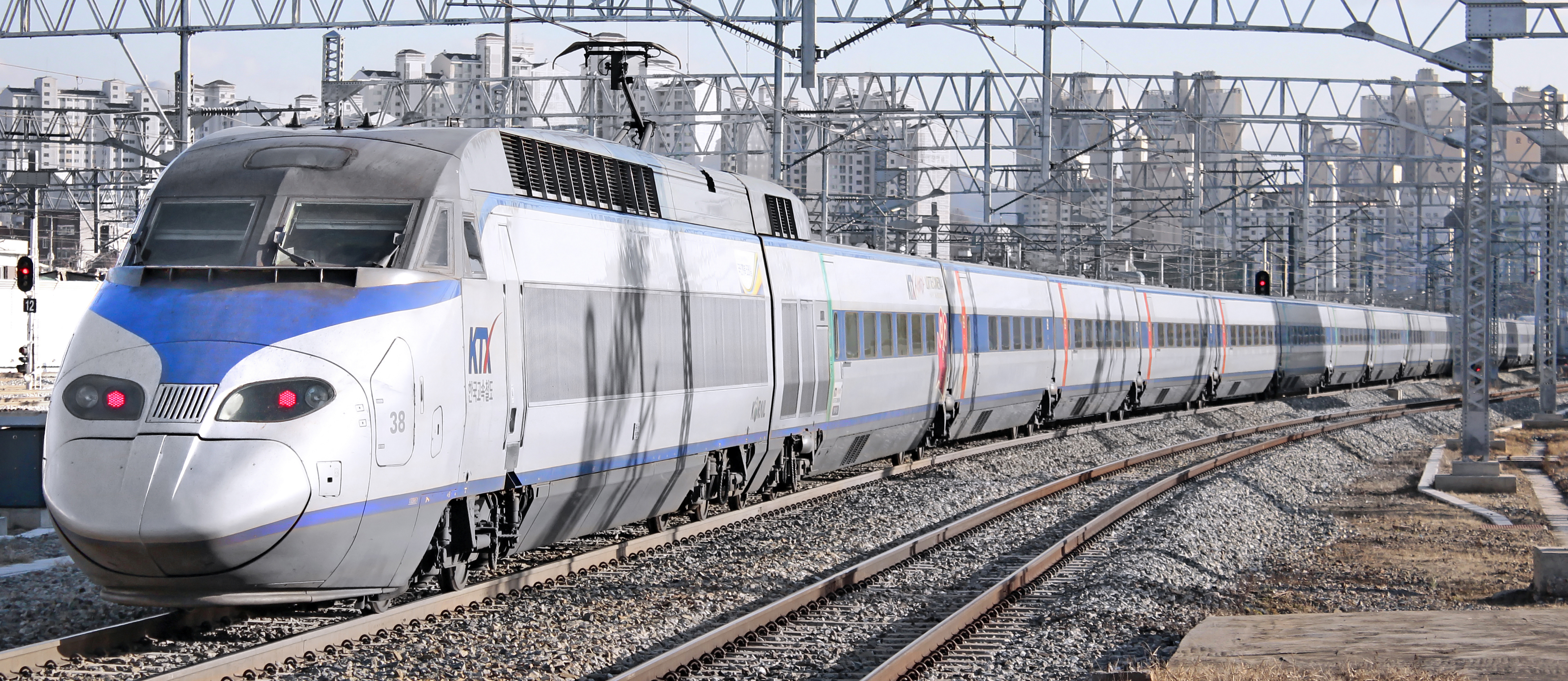
Korea Train Express
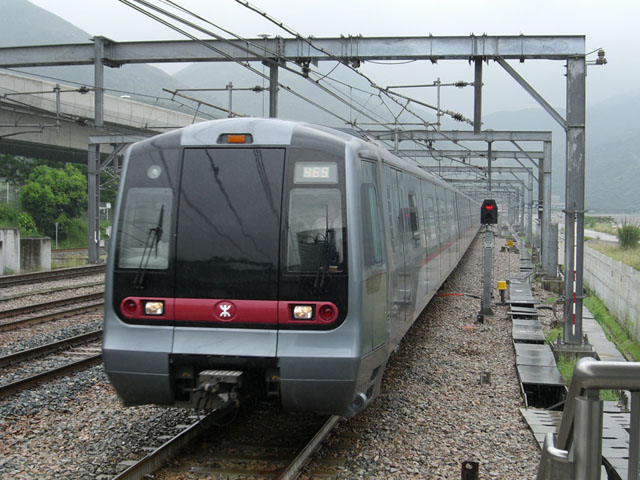
Metro de Hong Kong.
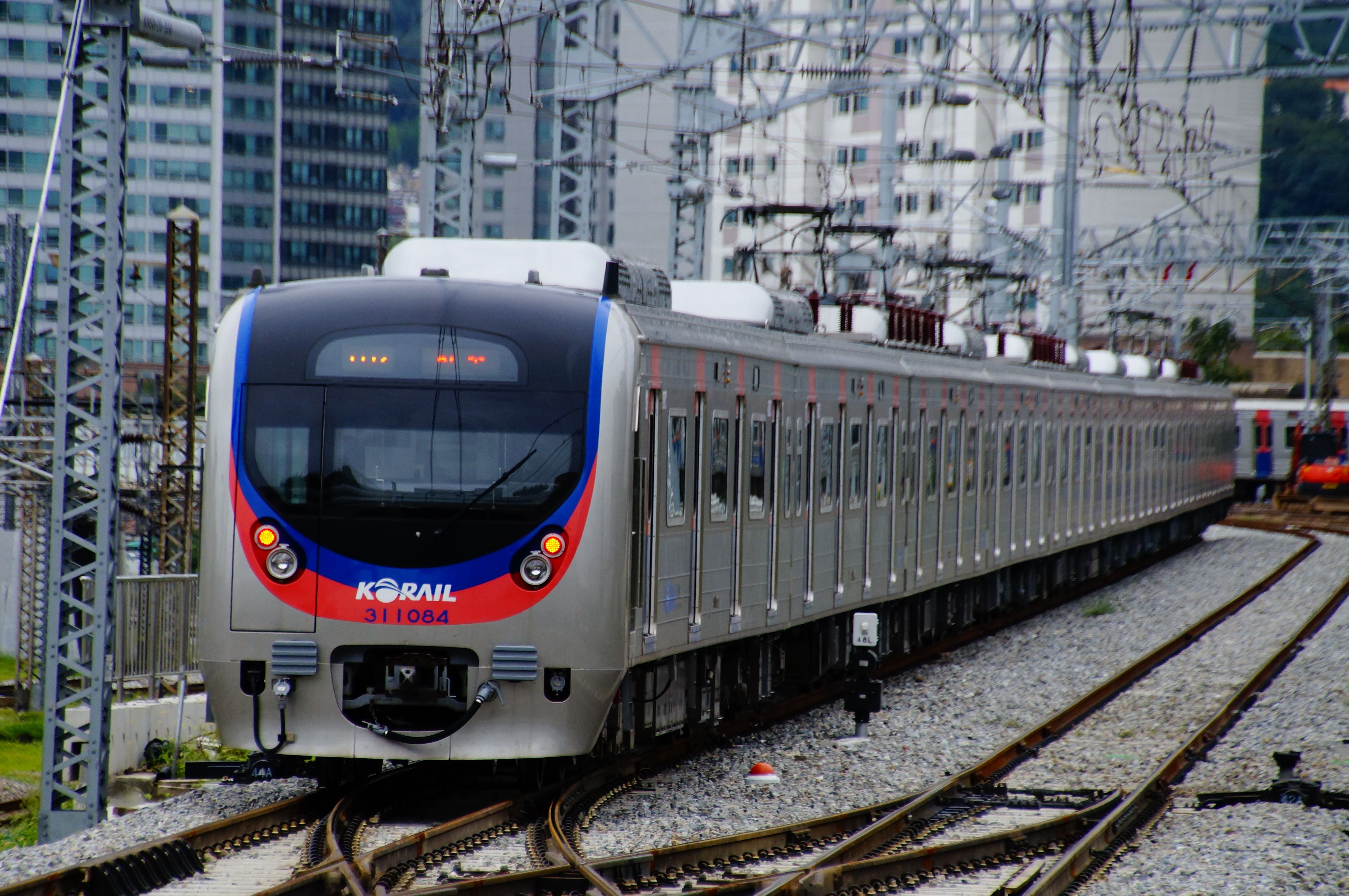
Coche de la Línea 1 del Metro de Seúl.
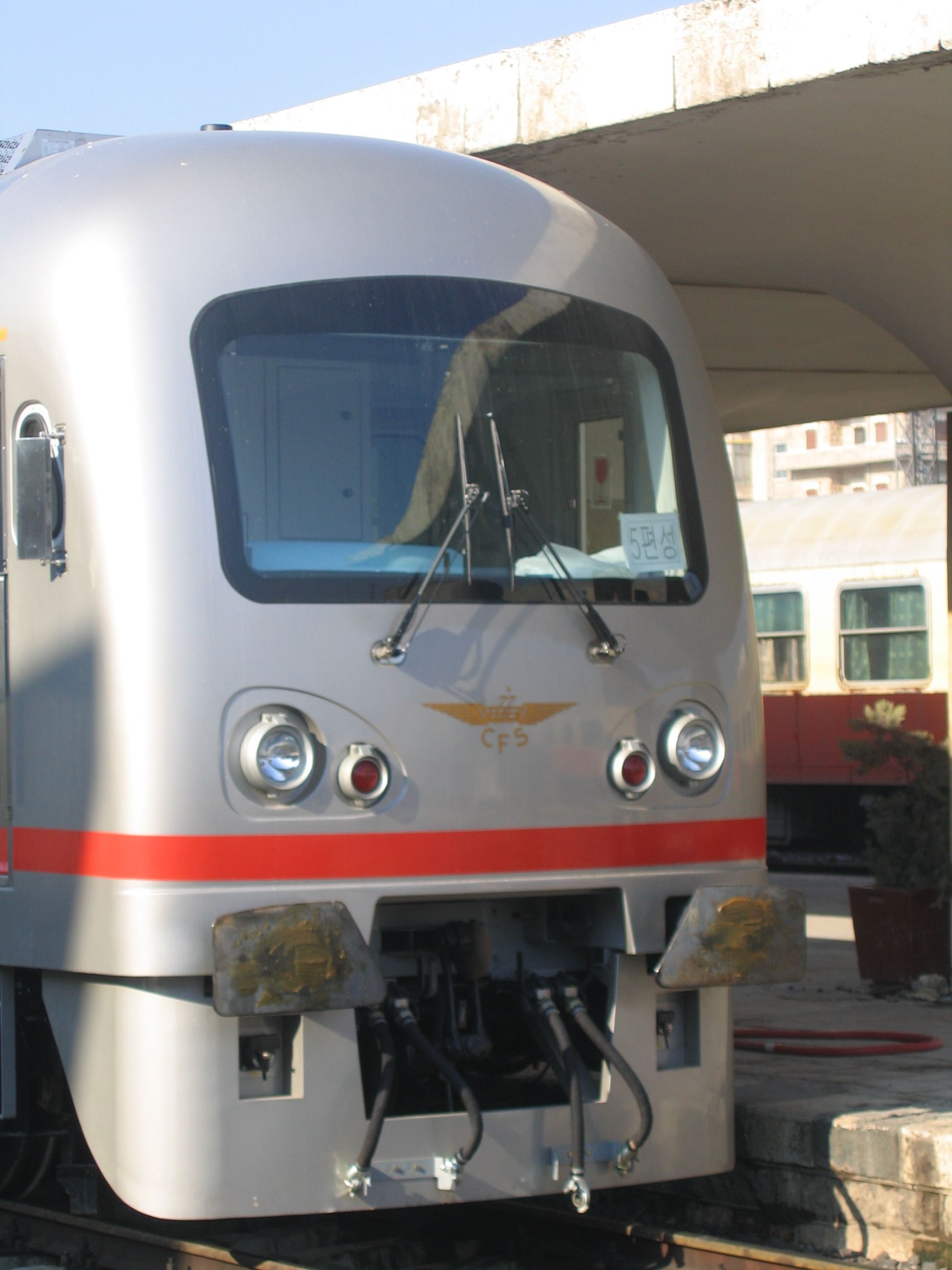
Unidad diésel múltiple de los ferrocarriles sirios.
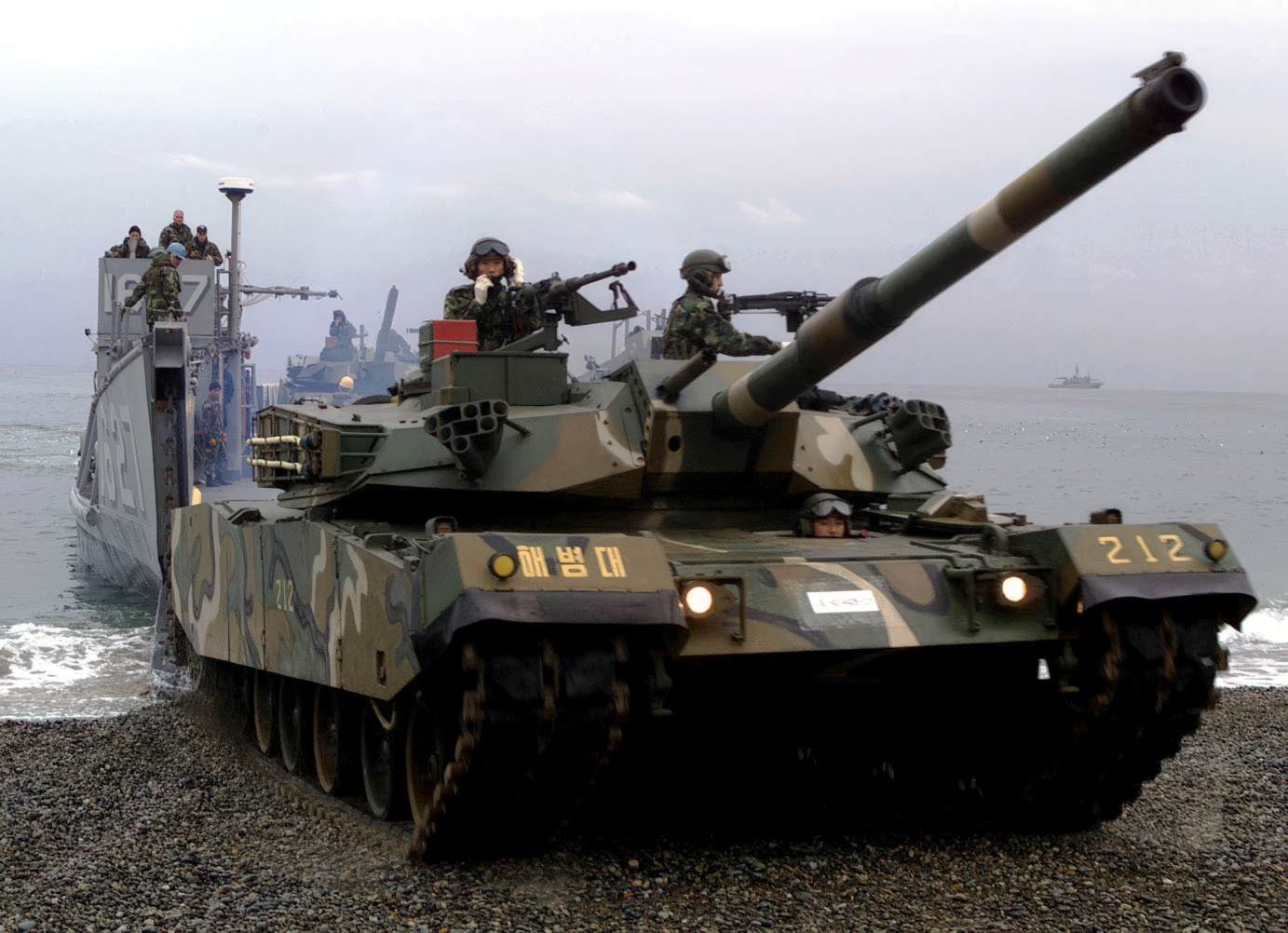
Carro de combate K1.